# 外輪船
外輪船或称明轮船為一種內動力船，有蒸汽或內燃機等型，靠兩舷的大型水車狀轮桨撥水前進。

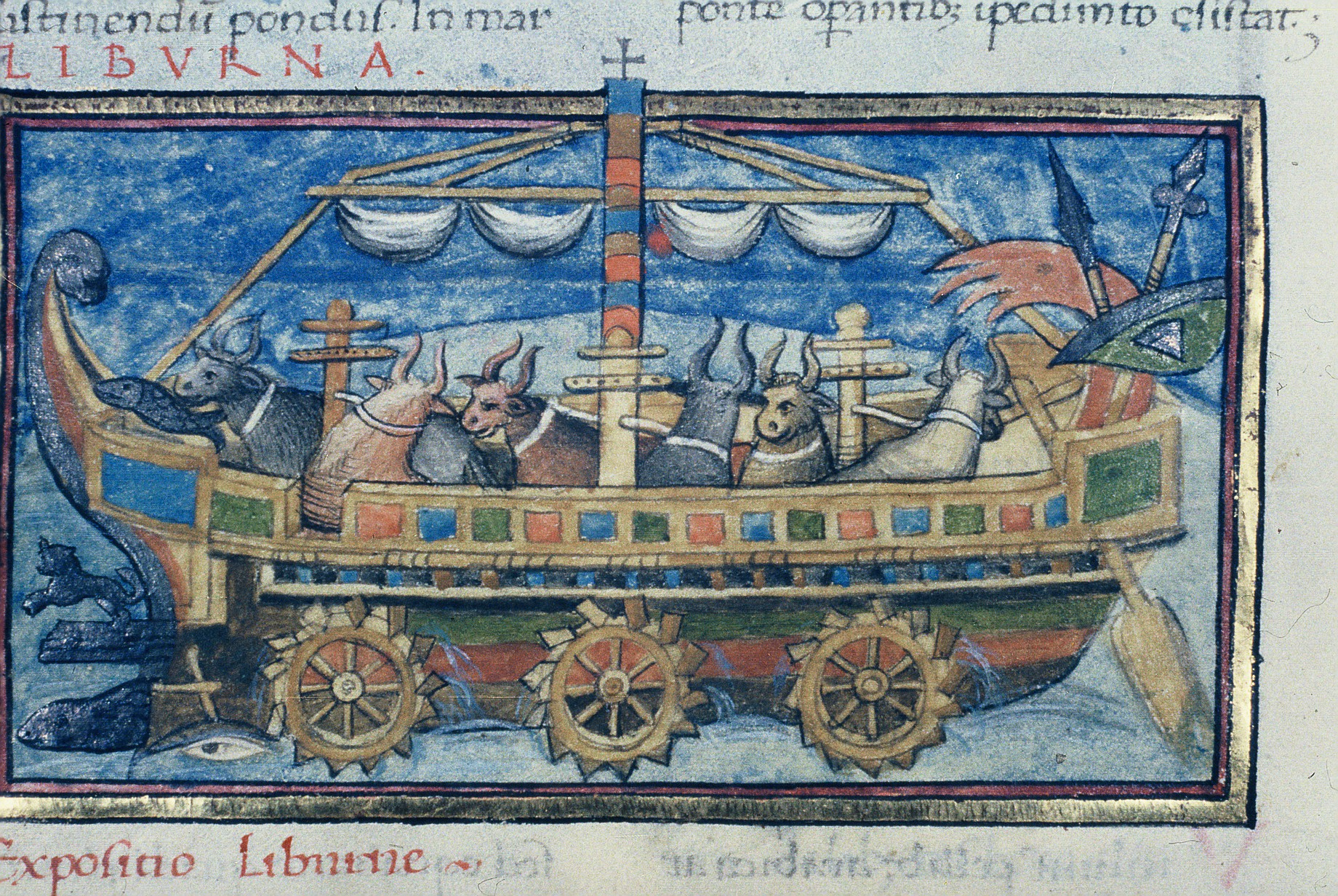
15世紀畫軸中的羅馬外輪船

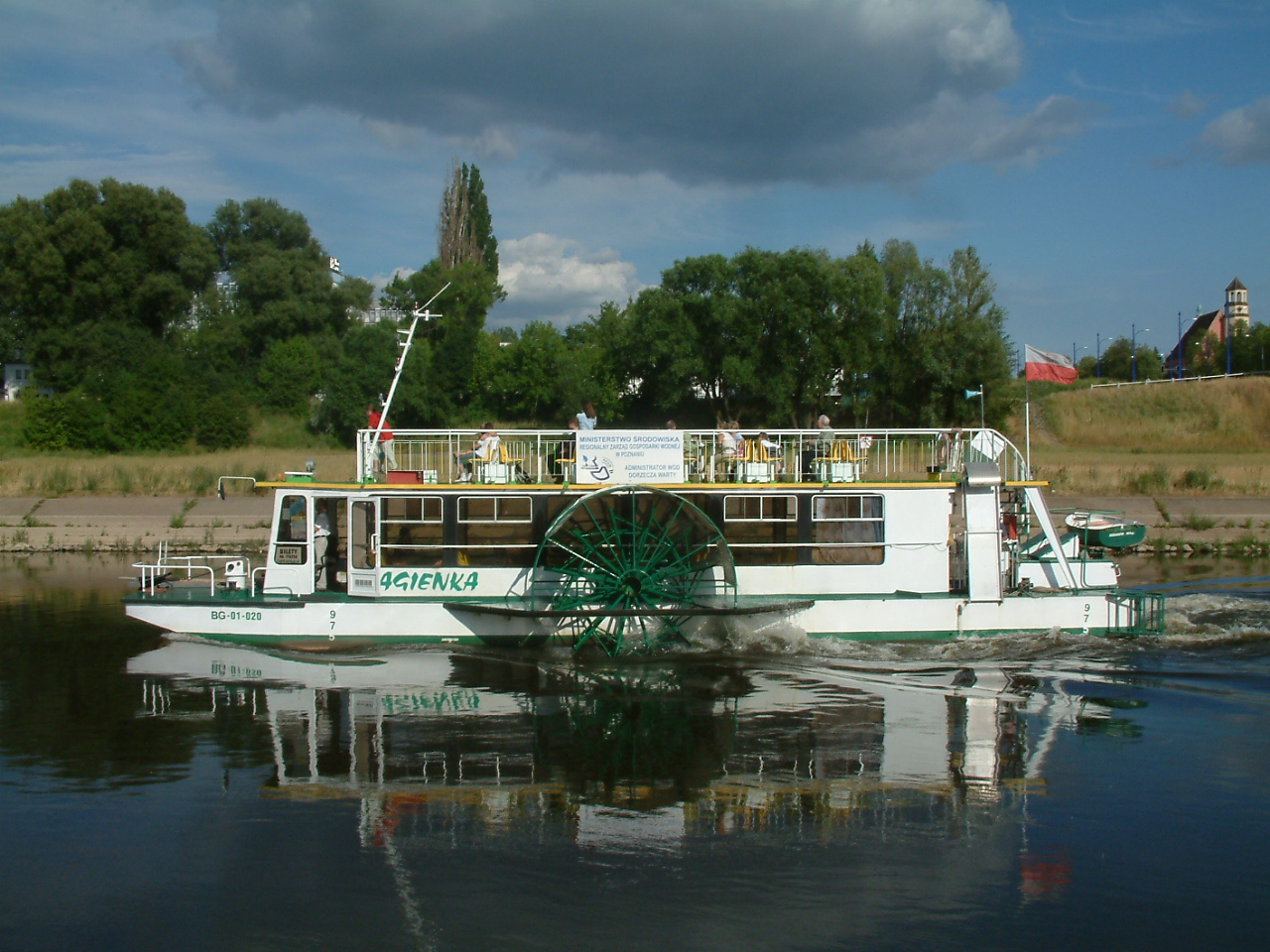
現代外輪船

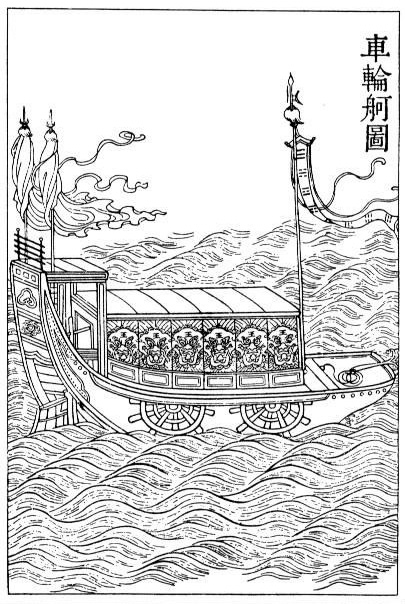
清代车轮舸

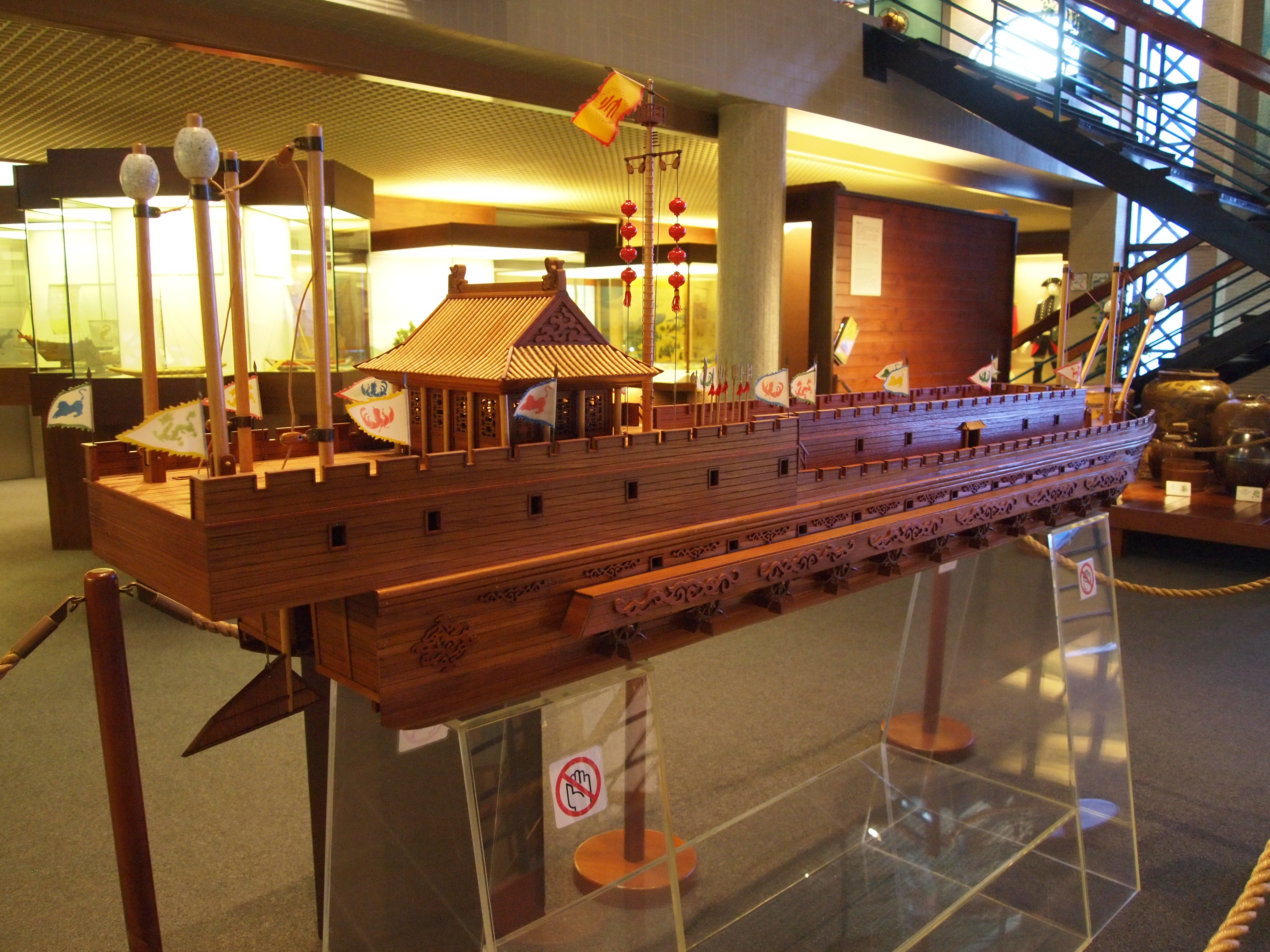
唐代车轮舟

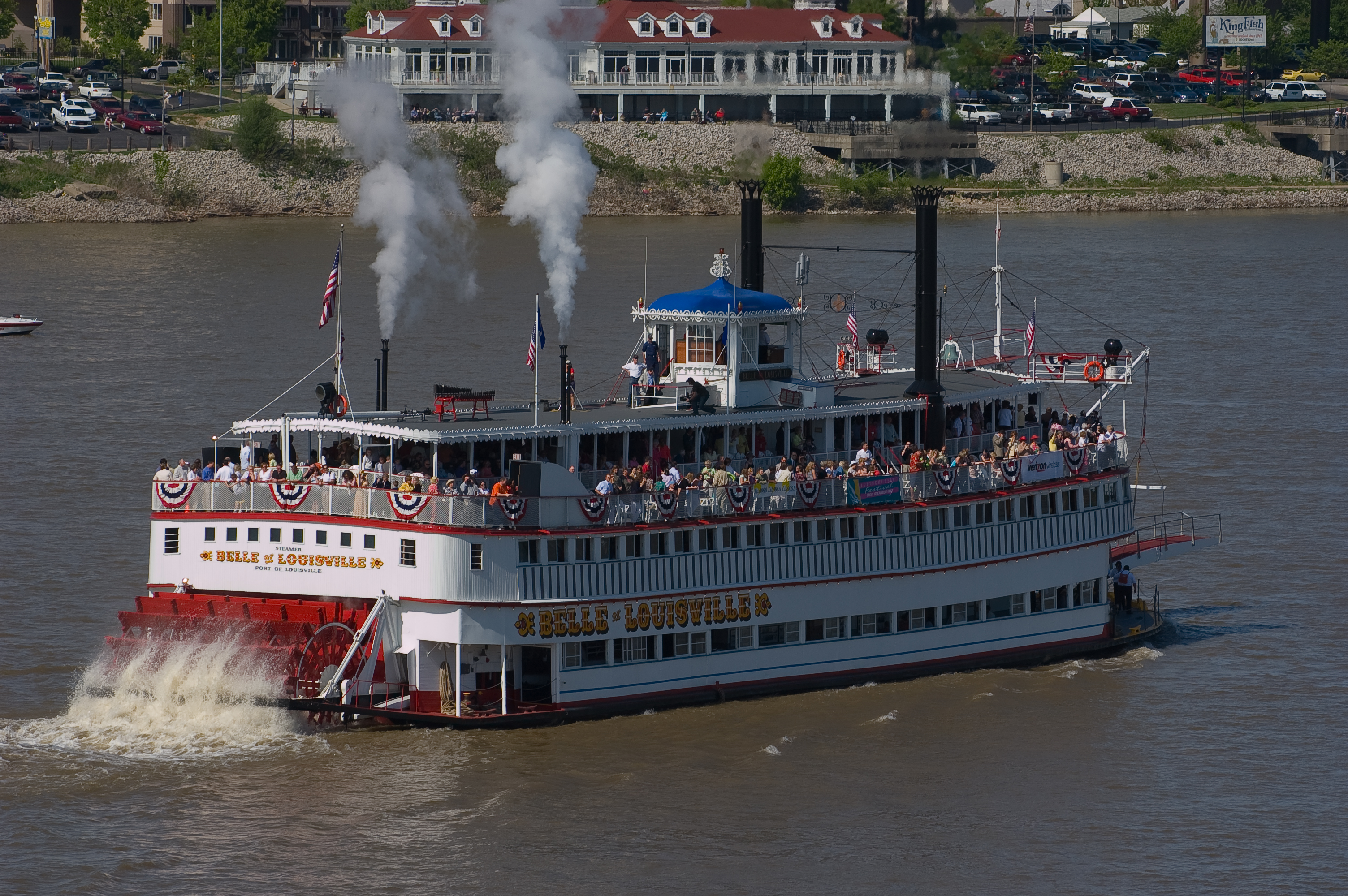
船尾式外輪

已知最早的西方紀錄中古罗马已經出現使用轮桨的船隻，只是靠人力或動物在內部推動，也搭配船槳補助。中國南史紀錄中則是418年南北朝時代王鎮惡的水軍装备没有船桨的蒙衝，可能采用轮桨推进，祖冲之建造的千里船可能也使用轮桨，552年梁國水軍則很明確有典型人力外輪船被稱為「水車」，同時期其他地方小水軍也有「双輪」「步艦」等船隻出現多半使用人力在船內踩踏驅動輪體。唐朝後大量出現並已經為外國所知，到宋朝外輪船體積和動力有所優化已經裝上衝角來衝撞敵軍，並能載300人以上做為主力軍事用途的一類軍艦，被稱為海鰍船。
近代18世紀末期美國學者罗伯特·富尔顿首次將蒸汽機用於外輪船開創先河，1845年後英國海軍正式將蒸氣外輪船作為軍艦必備的船種。